# Montagny, Fribourg
Montagny är en kommun i distriktet Broye i kantonen Fribourg, Schweiz. Kommunen har 3 017 invånare (2023).
Kommunen skapades den 1 januari 2000 genom sammanslagningen av kommunerna Montagny-la-Ville och Montagny-les-Monts. Den 1 januari 2004 inkorporerades kommunen Mannens-Grandsivaz in i Montagny.
| Namn               | Folkmängd 1 mars 2017 |
| ------------------ | --------------------- |
| Cousset            | 1 071                 |
| Montagny-les-Monts | 188                   |
| Montagny-la-Ville  | 445                   |
| Mannens            | 386                   |
| Grandsivaz         | 317                   |